# Liste der Monuments historiques in Asnières-sur-Blour
Die Liste der Monuments historiques in Asnières-sur-Blour führt die Monuments historiques in der französischen Gemeinde Asnières-sur-Blour auf.

## Liste der Objekte
| Bezeichnung                           | Beschreibung          | Standort                        | Kennzeichnung | Schutzstatus | Datum | Bild |
| ------------------------------------- | --------------------- | ------------------------------- | ------------- | ------------ | ----- | ---- |
| Reliquienskulptur des heiligen Rochus | Holz, 18. Jahrhundert | in der Kirche St-Sulpice (Lage) | PM86001577    | Inscrit      | 2016  |      |